# El fondo del mar
Pour plus de détails, voir Fiche technique et Distribution.
El fondo del mar est un film argentin réalisé par Damián Szifrón, sorti en 2003.

## Fiche technique
- Titre français : El fondo del mar
- Réalisation : Damián Szifrón
- Scénario : Damián Szifrón
- Photographie : Lucio Bonelli
- Musique : Guillermo Guareschi
- Pays d'origine :  Argentine
- Format :
- Genre : Film dramatique, Thriller
- Durée : 92 minutes (1 h 32)
- Dates de sortie : 
  -  Argentine : 11 mars 2003 (Festival international du film de Mar del Plata) / 28 août 2003 (sortie nationale)
  -  France : 20 mars 2004 (Toulouse Latin America Film Festival)

## Distribution
- Daniel Hendler : Ezequiel Toledo
- Gustavo Garzón : Aníbal
- Dolores Fonzi : Ana
- Ramiro Agüero : Altclas
- Ignacio Mendi : Rolandelli
- José Palomino Cortez : Máximo